# Arctoconopa aldrichi
Arctoconopa aldrichi är en tvåvingeart som först beskrevs av Alexander 1924.  Arctoconopa aldrichi ingår i släktet Arctoconopa och familjen småharkrankar. Inga underarter finns listade i Catalogue of Life.